# Someday (canción de The Strokes)
«Someday» —en español: «Algún Día»— es el tercer sencillo del álbum Is This It de la banda de indie rock The Strokes.

## Lista de canciones
1. «Someday» (Álbum Versión) - 3:05
2. «Alone, Together» (Home Recording) - 3:18
3. «Is This It» (Home Recording) - 1:14

## Apariciones en otros medios
Esta canción fue usada en la película de 2006 Click protagonizada por Adam Sandler, y en la banda sonora de Major League Baseball 2K8
La base del sample de la canción Rhymefest "Devil's Pie" - Producido por Mark Ronson - de su álbum Blue Collar.
- Datos: Q2251725